# Pseudobradya pectinifera
Pseudobradya pectinifera är en kräftdjursart som beskrevs av Lang 1965. Pseudobradya pectinifera ingår i släktet Pseudobradya och familjen Ectinosomatidae. Inga underarter finns listade i Catalogue of Life.